# Pandalopsis lucidirimicola
Pandalopsis lucidirimicola is een garnalensoort uit de familie van de Pandalidae. De wetenschappelijke naam van de soort is voor het eerst geldig gepubliceerd in 1998 door Jensen.